# دالتون (کالیفرنیا)
دالتون (به انگلیسی: Dalton) یک منطقهٔ مسکونی در ایالات متحده آمریکا است که در شهرستان مودوک، کالیفرنیا واقع شده‌است. دالتون ۱٬۲۳۱ متر بالاتر از سطح دریا واقع شده‌است.